# Peter Jul Nielsen
Peter Jul Hoffenzits Nielsen, född 11 mars 1996, är en dansk fotbollsspelare som spelar för Handelsstandens BK.

## Karriär
Nielsens moderklubb är Esbjerg fB. I april 2015 värvades Nielsen av FC Vestsjælland, där han skrev på ett tvåårskontrakt. I januari 2016 värvades Nielsen av IFK Värnamo. Han debuterade i Superettan den 4 april 2016 mot Trelleborgs FF (0–0).
I januari 2017 gick Nielsen till Middelfart. I april 2018 förlängde han sitt kontrakt fram till sommaren 2019. I juli 2019 förlängde Nielsen sitt kontrakt med ytterligare ett år. I september 2020 värvades Nielsen av norska Brattvåg IL, där han skrev på ett kontrakt över resten av året. I februari 2021 förlängde Nielsen sitt kontrakt i klubben med ett år.
I januari 2022 skrev Nielsen på ett ettårskontrakt med danska Fremad Amager. Under 2023 gick han till Københavnsserien-klubben Handelsstandens BK.